# Giovanni Maria Catena
Padre Giovanni Maria Catena (al secolo Vittorio Catena) (Napoli, 4 marzo 1919 – Roma, 18 novembre 1992) è stato un religioso e direttore di coro italiano.
Entrato nell'ordine dei Servi di Maria fu ordinato sacerdote nel 1941 e nel 1943 si diplomò presso il "Pontificio istituto di musica sacra" di Roma, dove fu allievo di Licinio Refice.
Venne assegnato al convento della chiesa di Santa Maria in Via, dove iniziò una scuola di musica parrocchiale e nel 1944 fondò il coro dell'attuale Cappella musicale di Santa Maria in Via, composto esclusivamente da voci bianche. I fanciulli cantori del coro collaborarono ben presto con la Cappella Musicale Liberiana (della basilica di Santa Maria Maggiore), diretta dal suo maestro Licinio Refice, con il quale padre Catena partecipò nel 1947 ad una tournée di sei mesi nell'America settentrionale. La collaborazione continuò anche quando la direzione venne assunta da Domenico Bartolucci nel 1948.
Nel 1957 fu nominato da papa Pio XII Magister Puerorum della Cappella Musicale Pontificia, di cui contemporaneamente Domenico Bartolucci era divenuto "direttore perpetuo". Continuò inoltre a seguire il coro della chiesa di Santa Maria in Via e si dedicò anche ad altre forme artistiche (pittura, scenografia e fotografia)
Fu inoltre valente presepista, collaborando fattivamente sia alla manutenzione del Presepe Napoletano situato nella chiesa di Santa Maria in Via, sia all'allestimento del Presepe Romano allestito nella stessa chiesa ed esposto nel periodo tra il S.Natale e la Candelora. Per quest'ultimo realizzava la scenografia, costruendo un bozzetto in scala (ogni anno diverso), seguendone personalmente la costruzione e l'illuminazione.
Tuttora il Presepe Romano viene allestito a cura della Sezione Romana dell'Associazione Italiana Amici del Presepio